# テイマー・ハッサン
テイマー・ハッサン（Tamer Hassan、1968年3月18日 - ）は、イギリスの俳優。

## 出演作品
- エンド・オブ・アメリカ
- NCIS　～ネイビー犯罪捜査班シーズン（アガー・バヤル）
- ブラッド・アウト
- ザ・レイプ　凌辱
- ランナーゲーム
- レッドファクション　地球防衛軍 VS 火星反乱軍
- ダニーザドッグ
- 顔のないスパイ（ボズロスキー）
- ラスト7
- GOAL!3　STEP 3　ワールドカップの友情
- クライモリ デッド・リターン
- 24 -TWENTY FOUR-
- デッドチェイス　-24時間-
- フットボール・ファクトリー
- レイヤー・ケーキ（テリー）